# Far Cry 6
Far Cry 6 is een first-person shooter ontwikkeld door Ubisoft Montreal en is gepubliceerd door Ubisoft Toronto, dat is uitgebracht op 7 oktober 2021. Het is het zesde spel uit de hoofdreeks van de Far Cry-serie.
Het spel werd tijdens het Ubisoft Forward-evenement aangekondigd op 12 juli 2020, waarbij tevens een korte video werd getoond van de belangrijkste slechterik Antón Castillo. 

## Plot
Far Cry 6 speelt zich af op een fictief Caribisch eiland dat wordt geregeerd door Antón Castillo, een dictator die zijn zoon als troonopvolger ziet en hiervoor alles op alles zal zetten. De speler neemt de rol aan van guerillavechter Dani Rojas, die het regime van Castillo omver moet werpen.

## Ontwikkeling
De omgeving van Yara, het fictieve eiland, is sterk geïnspireerd door Cuba. Ook de gebeurtenissen van de Cubaanse Revolutie hebben het spel sterk beïnvloed. Volgens Ubisoft is dit de grootste spelomgeving van elk Far Cry-spel.
Acteurs Giancarlo Esposito en Anthony Gonzalez spelen de rollen van Antón en Diego Castillo.

## Uitgave
Het spel stond volgens Ubisoft in eerste instantie gepland voor uitgave in februari 2021 voor de platforms Windows, PlayStation 4, PlayStation 5, Xbox One, Xbox Series X/S, en de cloudgamingdiensten Luna en Stadia. Echter, in oktober 2020 maakte Ubisoft bekend dat het spel wordt uitgesteld tot na maart 2021 als gevolg van de Coronapandemie. Op 28 mei 2021 werd aangekondigd dat het spel zal worden uitgebracht op 7 oktober 2021.